# Palermo (stacja metra)
Palermo – stacja metra w Buenos Aires, na linii D. Znajduje się pomiędzy stacjami Plaza Italia, a Ministro Carranza. Stacja została otwarta 23 lutego 1940.